# Ceratitis perseus
Ceratitis perseus är en tvåvingeart som beskrevs av Meyer och Copeland 2005. Ceratitis perseus ingår i släktet Ceratitis och familjen borrflugor.
Artens utbredningsområde är Kenya. Inga underarter finns listade i Catalogue of Life.